# 水戸信用金庫
水戸信用金庫（みとしんようきんこ、英語：Mito Shinkin Bank）は、茨城県水戸市に本店を置く信用金庫である。略称は、みとしん。

## 概要
茨城県に本店を置く金融機関である。

## 沿革
- 1945年（昭和20年）1月6日 - 水戸信用組合として設立される。
- 1952年（昭和27年）6月7日 - 信用金庫法に基づき水戸信用金庫に改組する。
- 1956年（昭和31年）7月25日 - 磯原信用金庫と合併する。
- 1972年（昭和47年）6月1日 - 那珂湊信用金庫と合併する。
- 2000年（平成12年）5月8日 - 龍ケ崎信用金庫と合併する。
- 2002年（平成14年）9月24日 - 経営破綻した石岡信用金庫の事業の全部を譲り受ける。
- 2003年（平成15年）1月6日 - 土浦信用金庫と合併する。

## 関連会社
- みとしんビジネスサービス株式会社
- みとしんリース株式会社

## 旧本店跡地
当金庫の本店移転が決まったことを受けて周辺地区を含めた再開発を行うことになり、「水戸市大工町1丁目地区地区市街地再開発組合」により、地上7階・地下1階建てで当金庫が核テナントとして入居する業務棟と地上10階・地下1階建てのマンション、地上10階・地下1階建ての「ホテル・ザ・ウエストヒルズ・水戸」、5層の立体駐車場の4棟で構成された再開発ビル「トモスみと」の建設が行われ、2013年（平成25年）5月1日に供用を開始することになった。